# Station Oberhausen-Sterkrade
Het station Oberhausen-Sterkrade is een spoorwegstation in de stad Oberhausen, in het stadsdeel Sterkrade. Het station ligt aan de spoorlijn Oberhausen - Emmerich. 
Vanaf station Oberhausen-Sterkrade vertrekken verschillende regionale treinen. 
Het station is ook een knooppunt voor het openbaar vervoer in en rondom Oberhausen. Vanaf het station vertrekken verschillende buslijnen alsmede tramlijn 112. Deze tramlijn, die Oberhausen met Mülheim an der Ruhr verbindt, wordt gezamenlijk uitgevoerd door de STOAG en MVG.
| Serie       | Treinsoort                          | Route | Bijzonderheden           |
| ----------- | ----------------------------------- | --- | ------------------------ |
| RE 5 (RRX)  | Regional-Express (National Express) | Wesel – Oberhausen-Sterkrade – Oberhausen Hbf – Duisburg Hbf – Düsseldorf Hbf – Köln Hbf – Bonn Hbf – Remagen – Andernach – Koblenz Hbf                       | Rhein-Express            |
| 20000 RE 19 | Regional-Express (VIAS)             | Arnhem Centraal – Zevenaar – Emmerich-Elten – Emmerich – Wesel – Oberhausen-Sterkrade – Oberhausen Hbf – Duisburg Hbf – Düsseldorf Flughafen – Düsseldorf Hbf | Rhein-IJssel-Express     |
| RB 35       | Regionalbahn (VIAS)                 | Wesel – Dinslaken – Oberhausen-Sterkrade – Oberhausen Hbf – Duisburg Hbf – Rheinhausen – Krefeld Hbf – Viersen – Mönchengladbach Hbf                          | Emscher-Niederrhein-Bahn |

-0,1: Oberhausen Hbf ·
4,2: Oberhausen-Sterkrade ·
7,7: Oberhausen-Holten ·
13,9: Dinslaken ·
18,8: Voerde (Niederrhein) ·
23,3: Friedrichsfeld (Niederrhein) ·
26,7: Wesel ·
29,3: Wesel-Feldmark ·
31,0: Kanonenberge ·
34,4: Diersfordt ··
39,1: Mehrhoog ·
44,8: Haldern (Rheinl) ·
48,7: Empel-Rees ·
50,4: Millingen (b Rees) ·
54,6: Praest ·
60,8: Emmerich ·
69,6: Elten